# Marta Lucía Bueno
Marta Lucía Bueno Angulo (1952) es una bióloga, taxónoma, zoóloga, y botánica colombiana. Se graduó en 1976, en la Universidad Nacional de Colombia, en Bogotá. Obtuvo una maestría en Ciencias Biológicas en la Universidad Federal de Pará, Brasil, en 1994. Y un Magíster en la Universidad Internacional de Andalucía sede Antonio Machado, Baeza, España, en gestión, conservación y control de especies sometidas a Comercio Internacional 1998-2000.
Se ha enfocado principalmente en el estudio de la taxonomía de las plantas, con énfasis en la familia de las asteráceas, en Colombia, especialmente en Antioquia y la Amazonia. Y en zoología en genética de la conservación , fundamentalmente de mamíferos primates y roedores.
Ha investigado la flora y la vegetación de la región del Chocó, donde además ha desarrollado investigaciones sobre etnobotánica.
Participa, entre otros, en el proyecto de diccionario de nombres comunes en español de las plantas en Colombia y en el de Libros Rojos de Colombia de plantas en peligro de extinción.

## Algunas publicaciones
- victoria Pereira Bengoa, pablo r. Stevenson D., marta l. Bueno A., Fernando Nassar Montoya (eds. 2010. Primatologia en Colombia: avances al principio del milenio. Editor Fundación Universitaria San Martín, 258 pp. ISBN 9587210212, ISBN 9789587210217

- a. Andrade, m.l. Bueno Angulo, c. Burbano, a. Chaparro, l.f. García, n. Matta, g. Nates, w. Usaquén. 2006. Manual de Guías de laboratorio: Genética Mendeliana, poblaciones, citogenética y Molecular. Notas de clases. Universidad Nacional de Colombia. 230 pp.

- t.r. Defler, m.l. Bueno Angulo. 2005. The dilemma regarding Aotus diversity and species definition. Neotropical Primates. Agosto 2005 ISSN 1413-4703

- c.a. Sánchez, l.m. Jiménez, m.l. Bueno Angulo. 2005. Translocación Robertsoniana rob (1;29) en bovinos criollos Colombianos. Revista Facultad de Veterinaria y Zootecnia

- ---------------, --------------, ----------------------. 2005. Introgresión de genes Bos indicus en bovinos criollos colombianos. Revista Acta Biológica Colombiana. ISSN 0120-548X

- n.c. Rodríguez, m.l. Bueno Angulo. 2005. Estudio cariotipico de Physalis peruviana, Solanaceae. Revista Acta Biológica Colombiana. ISSN 0120-548X

- m.l. Ortiz, p.a. Rodríguez, m.l. Bueno. 2005. Caracterización citogenética de la tortuga sabanera (Podocnemis vogli). Revista Acta Biológica Colombiana 10 (1):19-34 ISSN 0120-548X

- m.l. Bueno Angulo, o.m. Torres, m. Leibovici, c. Ramírez, j. Bernal. 2001. Valoración cariológica de primates decomisados en el centro de Recepción y rehabilitación de fauna silvestre del DAMA. Conservación Ex situ 1(1): 12-20 ISBN 8387-51-900

- p.a. Rodríguez, m.l. Ortiz, m.l. Bueno Angulo. 2003. Agentes mitogénicos para cultivos de linfocitos en quelonios. Revista Orino quía. 17:47-49. ISSN 0121-3709

- m.l. Bueno Angulo. 2001. Importance of genetic characterization of wild animals in zoo and wild life rehabilitation centers”. Memorias de primer Congreso de biodiversidad en los Andes y la Amazonía. Ed. Bussman RW & Lange e INKA. Múnich. Sesión 1: 45-56. ISBN 3-936425-00-0

- a.a. Corredor, m.c.a Álvarez, c. Agudelo, m.l. Bueno Angulo, m.c. López, e. Cáceres, p. Reyes, l. Gualdrón, m.m. Santacruz. 1999. Prevalence of Trypanosoma cruzi and Leishmania chagasi infection and risk factors in a Colombian indigenous population. Rev. Inst. Med. Trop. S. Paulo 41 (4): 229 -234

- m. Gómez-Laverde, o. Montenegro Díaz, h. López- Arévalo, a. Cadena, m.l. Bueno. 1998. Karyology, Morphology and Ecology of Thomasomys laniger and T. niveipes (Rodentia) in Colombia. J. of Mammalogy 78 (4): 1282-1289

## Honores
Miembro de
- Asociación de Zoólogos y Biólogos de la Universidad Nacional (AZOBIONAL)
- Asociación Colombiana de Ciencias Biológicas
- Sociedad Colombiana de Genética
- Asociación Colombiana de Primatología
- La abreviatura «M.L.Bueno» se emplea para indicar a Marta Lucía Bueno como autoridad en la descripción y clasificación científica de los vegetales.[3]